# Ahmed Abou Rehab
Ahmed Abou-Rehab – egipski piłkarz grający na pozycji napastnika. W swojej karierze grał w reprezentacji Egiptu.

## Kariera klubowa
W swojej karierze piłkarskiej Abou-Rehab grał w klubie ESCO FC.

## Kariera reprezentacyjna
W 1976 roku Abou-Rehab został powołany do reprezentacji Egiptu na Puchar Narodów Afryki 1976. Na tym turnieju rozegrał cztery mecze: grupowy z Etiopią (1:1) oraz w fazie finałowej z Marokiem (1:2), w którym strzelił gola, z Gwineą (2:4) i z Nigerią (2:3). Z Egiptem zajął w nim 4. miejsce.